# Wolf von Gottberg
Wolf von Gottberg (* 7. Mai 1865 in Frankfurt an der Oder; † 10. September 1938 in Potsdam) war ein deutscher Verwaltungsbeamter.

## Leben
Wolf von Gottberg studierte Rechtswissenschaften an der Universität Halle. 1885 wurde er Mitglied des Corps Guestphalia Halle. Nach Abschluss des Studiums trat er in den preußischen Staatsdienst ein und absolvierte das Regierungsreferendariat in Köslin. 1892 bestand er das Regierungsassessor-Examen. Von 1902 bis 1918 war er Landrat des Landkreises Crossen (Oder). Anschließend kam er als Regierungsrat in die Abteilung für Kirchen und Schulen der Regierung in Potsdam. Zuletzt war er Oberregierungsrat.
Seit 1926 war er verheiratet mit seiner Cousine Anni von Gottberg, geborene von Selchow, geschiedene von Normann, Gründerin der Bekennenden Kirche in Potsdam und Mitglied des Brandenburgischen Provinzialbruderrates der Bekennenden Kirche.

## Auszeichnungen
- Ernennung zum Geheimen Regierungsrat[4]